# 1% (South Park)
«Uno por ciento» (estilizado «1%») es el episodio 10 de la temporada 15° de la serie animada South Park, y el episodio N.º 221 en general. El episodio se estrenó en Comedy Central el 2 de noviembre de 2011 en Estados Unidos. El episodio muestra a Eric Cartman siendo perseguido después de ser culpado por hacer que la escuela tenga una puntuación muy baja en la prueba de salud nacional, como él confía en sus animales de peluche, ellos terminan siendo objeto de mutilación.

## Cronología
Los estudiantes de South Park se informaron de que obtuvieron la puntuación más baja de todo el país en la Prueba de Salud debido al pésimo estado de salud de Eric Cartman, arruinando la puntuación general lo que hubiera sido un promedio aceptable para la escuela, como castigo, los estudiantes se ven obligados a realizar ejercicios físicos en horas de receso durante cuatro semanas. Cuando reprenden a Cartman por esto, los acusa de ser "el 99%" que está "atando" en él, el 1%,  Craig le dice que vaya a su casa y llore con sus animales de peluche como de costumbre, a medida que se compadece con los cinco animales de peluche, que lleva a cabo una conversación imaginaria con ellos. Cuando los juguetes "dicen" que la prueba de condición física es culpa de Obama, Cartman llega a la conclusión de que está siendo culpado porque es políticamente incorrecto culpar a un presidente negro, incluso acusó a todo el alumnado que se encontraban reunidos en la cafetería como si fuera la "reunión del 99%" sin Cartman.
Esto inspira a Butters y Jimmy a formar un club del 99% para protestar por sus castigos por culpa de la mala salud de Cartman. Un grupo enojado de estudiantes de quinto grado están de acuerdo, diciendo que ya es hora de que Cartman sufra. Cuando el jefe del Consejo Presidencial de Salud, Deportes y Nutrición rechaza a dejar caer los resultados de las pruebas de Cartman del promedio de toda la escuela, Butters y Jimmy organizan una protesta (solo ellos) fuera de la oficina que atrae la atención de la policía, que crean un perímetro de 3 kilómetros cuadrados alrededor de ellos, y los medios de comunicación informan equivocadamente que les están ocupando el restaurante Red Robin a dos puertas de la oficina del Consejo.
Mientras tanto, Cartman descubre que sus amados animales de peluche han sido mutilados y destruidos uno a uno, comenzando con su querida Rana Clyde clavado en un árbol con el relleno de algodón arrancado, y la palabra "VENGANZA" escrito debajo del muñeco. Cartman considera la destrucción de sus animales como un "crimen", e incluso tiene un servicio fúnebre para la Rana Clyde. Cuando Stan, Kyle y Kenny preguntan a los alumnos de quinto grado si están detrás de las mutilaciones, no dan una respuesta concreta, pero afirman que Cartman ha tenido una venganza en su camino por mucho tiempo, y eso porque Stan y los demás estudiantes de cuarto grado no han podido frenar el comportamiento problemático de Cartman, los estudiantes de quinto grado tienen planeado algo grande para remediar el problema, en el cual advierten a Stan y sus amigos que no interfieran. Cuando Peter Panda, otro de los juguetes favoritos de Cartman, es destruido por el incendio que hubo en su dormitorio mientras estaba de noche, busca refugio con sus tres animales de peluche sobrevivientes en la casa de Token Black, porque según Cartman, las personas afroamericanas no son objeto de críticas y hostigamiento.
Mientras tanto, los estudiantes de quinto grado ponen en marcha una protesta de "83%" justo al lado de la protesta del 99% de Butters y Jimmy, proclamando que el 83% están cansados de ser castigados por la clase de cuarto grado. Esto comienza una discusión entre los dos grupos que degenera en un altercado físico que los medios califican como "guerra de clases".
A pesar de estar en la mansión de Token, Cartman descubre que Musculoso Marc se derrite en una olla de agua hirviendo y Rumper Tumpskin encadenado a una pared con explosivos, que Cartman hace accionar un explosivo tropezando con un cable, luego encontró el último juguete que le quedaba, una muñeca llamada Polly Prissypants sentada en un sillón con un revólver reclamando la culpabilidad del asesinato de los demás juguetes, Polly "explica" que ella hizo esto porque sus amigos tenían razón cuando dijeron que necesitaba crecer. Sin saberlo, los amigos de Cartman observan cómo la rara escena (Eric disparando a Polly) se despliega desde un balcón, como la madre de Cartman y los padres de Token desde fuera de una ventana. Cartman no cree que Polly asesinara a sus amigos, pero aquel muñeca explica que la estaban recluyendo a ella y a Cartman, y que ahora, con las últimas muertes ocurriendo en la casa de Token, la culpa caerá sobre él, mientras que ella y Cartman pueden crecer juntos. Cuando Cartman señala que a los negros ya no se les puede culpar de nada, Polly se da cuenta de su error catastrófico y convence a Cartman a matarlo de un disparo para escapar de la culpa, Cartman lloraba sintiéndose deprimido. Sorprendido por lo que acababan de presenciar, Stan exclama "¿Que rayos?", y Kyle mencionó que le ha dicho a Cartman que madurara su comportamiento de niño y por eso se deshizo de todos los muñecos de peluche.
Finalmente, las protestas se desmoronaron, ya que el 99% y el 83% son reemplazados por diversos porcentajes más pequeños, según un reportero, que luego se apresura cuando se le informa de que los manifestantes están "ocupando" un Macaroni Grill.

## Recepción
Ryan McGee del sitio The AV Club calificó al episodio un A- comentando "El trabajo realizado en éste episodio no tiene que ver tanto con la diversión, es verdad que había ciertas risas, el humor no estaba tan enfocado. En cambio, el enfoque se centraba en la mente retorcida de Eric Cartman que pasaba por una parte potencialmente cambiante de su existencia"..

Ramsey Isler del sitio IGN calificó un 8/10, señalando el "cambio inteligente" por parte de Matt Stone y Trey Parker, quienes indicaron en previa prensa que el episodio parodiaba al movimiento Occupy Wall Street solo para centrarse más en el crecimiento psicológico de Cartman. Aunque Isler sintió que siguió la fórmula del pasado para Cartman, él pensó que realzó el tema del episodio, se prestó a un humor memorable, y encontró la maduración de Cartman, al igual que la trama del episodio: "You're Getting Old", para ser sorprendente e interesante, si no excepcionalmente divertido..

Katia McGlynn de The Huffington Post, quien ha encontrado los temas graciosos del episodio, elogió a Parker y Stone por su habilidad de hacer un episodio tópico en solo seis días, y usar la clase de cuarto grado como un microcosmos para parodiar los eventos actuales..

Ken Tucker de Entertainment Weekly no encontró el episodio particularmente gracioso, debido a lo que él sentía era su obviedad poco característico y el número de objetivos diferentes de su parodia, que él se sentía rendido el humor en su mayoría sin objetivo y "frágil"..